# Elektronisk faktura
Elektroniske fakturaer, også kaldet e-fakturering, er en overordnet betegnelse for fakturaer, som er udtrykt i et struktureret elektronisk format (typisk XML) og fremsendes elektronisk til modtager. En elektronisk faktura adskiller sig fra fx en online faktura ved ikke at kunne sendes som pdf-fil. En e-faktura er oftest i et særligt format som eksempelvis OIOUBL eller OIOXML. En EAN-faktura skiller sig ud, idet den skal indeholde et EAN-nummer. Derimod skal en elektronisk faktura i stedet blot sendes i et særligt format. Hvis en kunde, ligesom det offentlige, kan modtage elektroniske fakturaer, kan de automatisk indlæses i kundens eget økonomisystem. 

## EAN-faktura
Folketinget vedtog den 27. december 2003 Lov nr. 1203 om offentlige betalinger m.v. Loven indebærer blandt andet, at alle fakturaer til det offentlige skal indlæses elektronisk i de offentlige økonomisystemer fra og med 1. februar 2005.
EAN-nummer bruges som én at typerne i forbindelse med identificering af en given modtager. EAN står for European Article Number hvilket er en forældet term, da systemet strækker sig ud over Europas grænser. GLN (Global Location Number) er derfor en mere sigende forkortelse. Dette til trods, benyttes EAN stadig som den gængse forkortelse.
Alle offentlige institutioner har et eller flere EAN-numre.
En EAN-faktura er altså defineret ved at modtageren er specificeret gennem et EAN-nummer.

## Afsendelse
Der findes forskellige måder at afsende elektroniske og e-fakturaer på.
Mange offentlige instanser anbefaler primært fire muligheder:
1. Eget økonomisystem - dit økonomisystem kan allerede danne og sende Nemhandel-fakturaer[3].
2. Eget økonomisystem med NemHandel-program - dit eget system kan danne, men ikke sende NemHandel-fakturaer.
3. Nemhandel-fakturablanket - Du har ikke et økonomisystem. NemHandels stiller en fakturablanket til rådighed på virk.dk[4] til både at danne og afsende en OIOUBL-faktura (kun til offentlige modtagere). IBIZ-Center har en liste over mulige NemHandel indtastningsløsninger[5]
4. Serviceløsning - Du vil gerne betale for at nogle andre står for at sende dine fakturaer.

### Økonomisystemer
Der findes rigtig mange derude på markedet. De fleste fungerer på abonnementsbasis. Nogle er gratis, men har som regel færre funktioner.

### Serviceløsninger
Disse løsninger kan tilbyde lidt forskelligt. Nogle er blot indtastningsportaler, hvor du indtaster din enkelte faktura og sender.  Nogle er læs ind bureauer hvor du kan få dine papirfakturaer scannet ind og afsendt . Andre igen kan tilbyde begge dele og mere til. Nogle er på abonnementsbasis, andre er betaling pr. stk.